# Menara Telekom
La Menara Telekom est un gratte-ciel situé à Kuala Lumpur, en Malaisie.